# 피그미저빌
피그미저빌 또는 헨리저빌(Gerbillus henleyi)은 황무지쥐아과에 속하는 설치류의 일종이다. 주로 알제리부터 이스라엘까지, 아라비아 반도에 분포한다.